# 李孝基
李 孝基（り こうき、? - 619年）は、中国の唐の宗室。北周の梁州刺史の李璋（李虎の四男）の子。唐の高祖李淵の従弟にあたる。

## 経歴
武徳元年（618年）、永安郡王に封ぜられた。陝州総管・鴻臚寺卿を歴任したが、罪をえて官位を奪われた。
武徳2年（619年）、劉武周が太原を攻撃すると、夏県の呂崇茂が呼応して唐にそむいた。孝基は行軍総管としてこれを攻撃したが、尉遅敬徳に敗れて、工部尚書の独孤懐恩・内史侍郎の唐倹・陝州総管の于筠らとともに捕らえられた。逃亡をはかって失敗し、殺害された。太原が平定された後、死体は取り戻されないまま、葬儀がおこなわれ、左衛大将軍の位を追贈された。諡を壮といった。
子がなく、兄の李韶の子の李道立（江夏郡王李道宗の弟）が跡を継いで高平郡王に封ぜられたが、のちに高平県公に降格され、陳州刺史に終わった。

## 伝記資料
- 『旧唐書』巻六十 列伝第十「宗室伝」
- 『新唐書』巻七十八 列伝第三「宗室伝」